# 이돈명인권상
이돈명인권상은 2011년 1월 작고한 이돈명 변호사를 기려서 천주교인권위원회가 이 시대의 인권을 위해 실천하는 사람이나 단체에 수여하기 위해 제정한 상이다. 이돈명 변호사가 남긴 인권의 발자취를 기억하고 인권의 가치를 더욱 선명하게 드러내고자 하는 것에 목적이 있다. 매년 1월에 시상하며 상금은 500만원이다.

## 주요 수상자
| 연도         | 수상자                                   | |
| ------------ | ---------------------------------------- | --- |
| 2012년 제1회 | 학생인권조례 운동본부                    | 서울시 학생인권조례 제정운동을 통해 인권 사각지대에 놓인 청소년이 인권의 주체라는 것을 확인시켜 우리 사회의 인권옹호와 발전에 크게 기여했고, 청소년들이 주체로 나서 9만7천여명의 주민발의와 조례제정 과정을 이끌어 주민자치의 힘을 보여줬다                             |
| 2013년 제2회 | 밀양 765㎸ 송전탑 반대 대책위원회        | 7년간 환경과 지역공동체, 인권, 생존권을 지키려고 노력 |
| 2014년 제3회 | 장애등급제 폐지 공동행동                 | |
| 2015년 제4회 | 무지개 농성단                            | 성 소수자의 대한 차별과 혐오를 반대하며 농성 |
| 2016년 제5회 | 반도체 노동자의 건강과 인권지킴이 반올림 | 반올림의 활동으로 여러 반도체 노동자의 산재 인정 판정을 이끌어냈다 |
| 2017년 제6회 | 전쟁없는 세상                            | 양심과 신념에 따른 병역거부자를 지원하고 대체복무제도 도입에 노력했다 한국사회에서 꺼내기 힘든 병역거부와 대체복무제도를 사회적 의제로 만들었고, 수차례 법원의 무죄 판결을 이끌어 냈다.                                                                                 |
| 2018년 제7회 | 초등 성평등 연구회                       | 공교육의 교과과정이 제대로 다루지 못하고 있는 성평등과 여성주의에 대한 내용을 초등학생 시각에 맞춘 교안을 개발하고 실제 수업에서 활용하는 등 매우 소중한 교육을 실천하고 있는 현직 초등교사들 모임                                                                      |
| 2019년 제8회 | 선거연령하향 청소년행동단                | 선거연령 하향을 비롯한 청소년들의 참정권을 쟁취하기 위해 기자회견, 퍼포먼스, 행진, 삭발, 43일간의 국회 앞 농성 등 다양한 방식의 행동과 사업을 펼쳤다.”며 “그 결과, 만18세 선거권을 시작으로 인권으로서의 참정권을 확대·보장해야 할 시대적 과제로 일깨우는 성과를 거뒀다 |

## 같이 보기
- 이돈명
- 천주교인권위원회
- 라프토인권상
- 대한민국인권상